# Fünf gegen Casablanca
Fünf gegen Casablanca (Originaltitel: Attentato ai tre grandi, auch: I cinque Temerari contro Casablanca) ist ein Kriegsabenteuerfilm von Regisseur und Drehbuchautor Umberto Lenzi aus dem Jahr 1967. In den Hauptrollen sind Ken Clark, Horst Frank und Jeanne Valérie zu sehen.

## Handlung
Nordafrika im Januar 1943. Ein Kommando als Engländer getarnter deutscher Soldaten unter der Führung von Hauptmann Schöller durchquert die Wüste. Der Trupp hat den Auftrag, die Staatsmänner der Allianz gegen Hitler – Churchill, Roosevelt, de Gaulle und Stalin –, die sich zu einer Konferenz in Casablanca treffen, in einem Hotel zu töten. Schöller und seine Männer geraten jedoch in einen Hinterhalt, denn die feindliche Abwehr hat Wind von der Sache bekommen. Das Unternehmen scheitert und bis auf Wolf kommen alle ums Leben.

## Hintergrund
Fünf gegen Casablanca hatte am 1. September 1967 Uraufführung. In die bundesdeutschen Kinos kam der Film am 15. März 1968.

## Kritik
„Streckenweise spannendes, aber vordergründiges Kriegsabenteuer in dilettantischer Gestaltung und mit billigem Heldenpathos.“

„Oberflächlich und unwahrscheinlich, streckenweise auch sentimental und pathetisch, künstlerisch völlig belanglos, ist der Streifen politisch ebenfalls zu beanstanden: die deutschen Soldaten sind martialisch-heldisch, alle anderen intelligent überlegen.“

## Synchronisation
Fünf gegen Casablanca wurde von der Berliner Union Film GmbH & Co. Studio KG synchronisiert. Das Dialogbuch schrieb Karlheinz Brunnemann, der auch die Dialogregie führte.
| Rolle                | Schauspieler    | deutsche Synchronstimme |
| -------------------- | --------------- | ----------------------- |
| Capt. Fritz Schöller | Ken Clark       | Jürgen Thormann         |
| Lt. Roland Wolf      | Horst Frank     | Klaus Kindler           |
| Faddja Hassen        | Jeanne Valérie  | Brigitte Grothum        |
| Sgt. Erich Huber     | Carlo Hinterman | Wolfgang Amerbacher     |
| Willy Mainz          | Howard Ross     | Karlheinz Brunnemann    |
| Major Dalio          | Franco Fantasia | Heinz Petruo            |
| Cpl. Hans Ludwig     | Hardy Reichelt  | Edgar Ott               |
| Simone               | Fabienne Dali   | Beate Hasenau           |
| Colonel Ross         | Tom Felleghy    | Friedrich Schoenfelder  |
| Sir Bryan            | John Stacy      | Peter Mosbacher         |
| Perrier              | Gianni Rizzo    | Klaus Miedel            |